# Колобово (Кировская область)
Колобово — село в составе Немского района Кировской области.

## География
Находится на правом берегу реки Лобань на расстоянии примерно 13 км к север-северо-востоку от районного центра посёлка Нема.

## История
В 1717 году первые упоминается починок Колобошин, позже деревня Колобашево, с 1802 года Колобовская, и позже село Колобово. В 1873 году учтено дворов 36 и жителей 250, в 1905 47 и 384, в 1926 98 и 418, в 1950 96 и 283 соответственно, в 1989 380 жителей. Преображенская каменная церковь построена в 1850 году.. До 2021 года входила в Немское сельское поселение.

## Население
| 2010 | 2014 | 2015 |
| ---- | ---- | ---- |
| 162  | ↘120 | ↘109 |

В 2002 году постоянное население составляло 271 человек (русские 99 %).